# Halite
Halite Client (назван в честь минерала Галит) — свободный BitTorrent-клиент для Windows.
Программа распространяется по лицензии Boost Software License, совместимой с GNU GPL.
Торрент-клиент написан на C++ в Visual Studio 2017 с использованием библиотеки libtorrent компании Rasterbar Software, а также библиотеки Boost, и имеет невысокие системные требования.

## Возможности
- Скачивание одновременно нескольких торрентов;
- Вывод детальной информации о каждом из них;
- Ограничения максимальных скоростей скачивания и отдачи — общих и для отдельных заданий;
- Поддержка DHT (но не Peer Exchange);
- Возможность применения фильтрации по IP (формат eMule ipfilter.dat);
- Сворачивание в панель задач с отображением общего статуса;
- Шифрование протокола, совместимое с Azureus, Mainline и BitComet;
- Поддержка Юникода во всех версиях Windows;
- Локализация на многие языки;
- Поддержка UPnP во всех версиях Windows.

Многие BitTorrent-клиенты, например, µTorrent, имеют функцию удалённого управления программой из браузера. Разработчики Halite пошли дальше — управлять закачками в нём можно ещё и с мобильного телефона, поддерживающего Java (MIDP 1.0 и выше)
Существуют как 32, так и 64-битные версии клиента.

## Системные требования
Halite работает на ОС семейства Windows NT: Windows 2000, XP, Server 2003, Vista или Server 2008. Старая ветка Windows 9x не поддерживается из-за того, что программа написана с использованием юникода, а Windows 95, Windows 98, and Windows Me не имеют нативной его поддержки.
Halite использует инструментарий WTL, поэтому программа не может работать на платформах, отличных от Windows. Разработчик Halite говорит, что вряд ли в будущем программа будет поддерживать другие операционные системы.

## Авторы
- Eóin O’Callaghan — ирландец, автор программы.[10]
- Arvid Norberg — www.rasterbar.com — Автор библиотеки libtorrent.
- Christopher Kohlhoff — asio.sourceforge.net — Автор Boost.ASIO.
- nudone (Nick Pearson) — wtfcody.com / nudsville.com — Дизайнер интерфейса.

## Halite в России
Начиная с версии 0.3 программа получила многоязычный интерфейс. Примерно тогда же был подготовлен русский перевод.
23.03.2010 — Открытие русскоязычного неофициального сайта BitHalite.ru